# Bernard Parker
Bernard Melvin Parker (født 16. marts 1986 i Boksburg, Sydafrika) er en sydafrikansk fodboldspiller, der spiller som angriber hos den sydafrikanske klub Kaizer Chiefs. Han har spillet for klubben siden 2011. Tidligere har han optrådt for det sydafrikanske hold Thanda Royal Zulu, for Røde Stjerne i Serbien samt for FC Twente i Holland.
Med Twente var Parker i 2010 med til at vinde det hollandske mesterskab.

## Landshold
Parker står (pr. april 2018) noteret for 70 kampe og 21 scoringer for Sydafrikas landshold, som han debuterede for i 2007. Han har repræsenteret landet ved Confederations Cup 2009.

## Titler
Æresdivisionen
- 2010 med FC Twente